# James Bobin
James Bobin (Titchfield, 7 novembre 1972) è un regista, sceneggiatore e produttore televisivo britannico.
È noto principalmente per aver diretto i film I Muppet e Muppets 2 - Ricercati. 

## Biografia
Bobin ha lavorato come regista e scrittore in Da Ali G Show e ha contribuito a creare i personaggi di Ali G,Borat Sagdiyev e Brüno. Nel 2003 e nel 2004, ha diretto e-coscritto tutti gli episodi di Da Ali G Show per HBO.
Il suo debutto cinematografico fu nel 2011 dirigendo il film dei I Muppet, una commedia musicale scritta da Jason Segel e Nicholas Stoller, di cui dirigerà anche il seguito Muppets 2 - Ricercati. 
Nel novembre del 2013 viene scelto per dirigere il film Alice attraverso lo specchio, sequel del film del 2010 di Alice in Wonderland diretto da Tim Burton.
Il suo film più recente e quello di Dora e la città perduta, è un adattamento live-action della serie televisiva per bambini Dora l'esploratrice con protagonista Isabela Merced.
Nel Ottobre del 2021 è stato annunciato che Bobin avrebbe diretto e prodotto un adattamento di Percy Jackson e gli dei dell'Olimpo per Disney+.

## Vita privata
È sposato con Fran Beauman e ha una figlia, Madelaine.

## Filmografia

### Regista

#### Lungometraggi
- I Muppet (The Muppets) (2011)
- Muppets 2 - Ricercati (Muppets Most Wanted) (2014)
- Alice attraverso lo specchio (Alice Through the Looking Glass) (2016)
- Dora e la città perduta (Dora and the Lost City of Gold) (2019)

#### Televisione
- Da Ali G Show – serie TV, 17 episodi (2000-2004)
- Flight of the Conchords – serie TV, 11 episodi (2007-2009)
- Enlightened - La nuova me – serie TV, episodio 2x05 (2013)
- La misteriosa accademia dei giovani geni – serie TV, episodi 1x01 e 2x01 (2021)
- Percy Jackson e gli dei dell'Olimpo – serie TV, episodi 1x01 e 1x02 (2023)

### Sceneggiatore
- Da Ali G Show – serie TV, 16 episodi (2000-2004)
- Flight of the Conchords – serie TV, 22 episodi (2007-2009)
- Muppets 2 - Ricercati (Muppets Most Wanted) (2014)

### Produttore
- Flight of the Conchords – serie TV, 14 episodi (2007-2009)
- La misteriosa accademia dei giovani geni – serie TV, 8 episodi (2021)
- Percy Jackson e gli dei dell'Olimpo – serie TV, 8 episodi (2023-2024)

## Riconoscimenti
- British Academy of Film and Television Arts
  - 2011 - Candidatura per miglior debutto di uno scrittore, regista o produttore britannico per I Muppet (The Muppets)

- Imagen Awards
  - 2020 - Miglior regista di un lungometraggio per Dora e la città perduta (Dora and the Lost City of Gold)